# Сава Барачков
Сава Барачков (Кумане,  1929 — Крагујевац 14. јануар 2006) био је српски сценограф и костимограф.

## Биографија
Дипломирао је на одсеку сценографије Академије примењених уметности у Београду 1955. године.
Радио је као сценограф у Књажевско-српском театру од 1954. године и у њему остао све до пензионисања 1991.
Током каријере реализовао је преко 200 сценографија.

## Награде
- Почасна диплома Крагујевца, 1968.[1]
- Награда КПЗ Крагујевац, 1975. и 1990.[1]
- Златна значка КПЗ Србије, 1981.[1]
- Орден рада са сребрним венцем, 1974.[1]
- Више награда за најбољу сценографију и костимографију на Сусретима професионалних позоришта Србије Јоаким Вујић
- Статуета Јоаким Вујић, 1995.[1]

## Театрографија
- Распродаја савјести, 30.10.1954, Крагујевац, Књажевско-српски театар[2]
- Наследство, 30.12.1954, Крагујевац, Књажевско-српски театар
- Лов на вештице, 24.03.1955, Крагујевац, Књажевско-српски театар
- Радозналац, 21.05.1955, Крагујевац, Књажевско-српски театар
- Дубоко плаво море, 15.06.1955, Крагујевац, Књажевско-српски театар
- Циклони, 18.11.1955, Крагујевац, Књажевско-српски театар
- Мајка Кураж и њена деца, 28.01.1956, Крагујевац, Књажевско-српски театар
- Песма, 10.02.1956, Нови Сад, Српско народно позориште
- Мера за меру, 31.03.1956, Крагујевац, Књажевско-српски театар
- Обзирна блудница, 28.04.1956, Крагујевац, Књажевско-српски театар
- Богојављенска ноћ, 06.10.1956, Зрењанин, Народно позориште 'Тоша Јовановић'
- Пут око света, 06.10.1956, Крагујевац, Књажевско-српски театар
- Име: Младост пред судом, 10.11.1956, Крагујевац, Књажевско-српски театар
- Довитљива девојка, 13.12.1956, Крагујевац, Књажевско-српски театар
- Рођак из Америке, 02.02.1957, Крагујевац, Књажевско-српски театар
- Дрвеће умире усправно, 30.03.1957, Крагујевац, Књажевско-српски театар
- Станоје Главаш, 28.09.1957, Крагујевац, Књажевско-српски театар
- Да ли је туда прошао млади човек?, 23.10.1957, Крагујевац, Књажевско-српски театар
- Црвенкапа, 31.10.1957, Крагујевац, Књажевско-српски театар
- Пречести Феникс, 23.11.1957, Крагујевац, Књажевско-српски театар
- Љубов Јароваја, 30.11.1957, Крагујевац, Књажевско-српски театар
- Сапутници, 11.01.1958, Крагујевац, Књажевско-српски театар
- Заједнички стан, 01.02.1958, Крагујевац, Књажевско-српски театар
- Бајка о цару и пастиру, 02.03.1958, Крагујевац, Књажевско-српски театар
- Аутобуска станица, 09.03.1958, Крагујевац, Књажевско-српски театар
- Златни пијесак, 09.07.1958, Крагујевац, Књажевско-српски театар
- Кула вавилонска, 30.09.1958, Крагујевац, Књажевско-српски театар
- Љубав, 27.11.1958, Крагујевац, Књажевско-српски театар
- Дневник Ане Франк, 27.12.1958, Крагујевац, Књажевско-српски театар
- Султанов берберин, 18.01.1959, Крагујевац, Књажевско-српски театар
- Коштана, 04.04.1959, Крагујевац, Књажевско-српски театар
- Песма, 19.04.1959, Нови Сад, Српско народно позориште[3]
- Сумњиво лице, 24.09.1959, Крагујевац, Књажевско-српски театар
- Лисица и грожђе, 10.10.1959, Крагујевац, Књажевско-српски театар
- Две кристалне чаше, 29.11.1959, Крагујевац, Књажевско-српски театар
- Плачи, вољена земљо, 05.12.1959, Крагујевац, Књажевско-српски театар
- Романов и Ђулијета, 14.01.1960, Крагујевац, Књажевско-српски театар
- Гавран, 25.01.1960, Крагујевац, Књажевско-српски театар
- Песма, 27.02.1960, Крагујевац, Књажевско-српски театар
- Председник кућног савета се жени, 07.04.1960, Крагујевац, Књажевско-српски театар
- Поздрав шерифу, 25.06.1960, Крагујевац, Књажевско-српски театар
- Тартиф, 10.09.1960, Крагујевац, Књажевско-српски театар
- Мишоловка, 24.09.1960, Крагујевац, Књажевско-српски театар
- Шнајдерски калфа, 02.11.1960, Крагујевац, Књажевско-српски театар
- Вила Лала, 11.12.1960, Крагујевац, Књажевско-српски театар
- Отело, 08.01.1961, Крагујевац, Књажевско-српски театар
- Ожиљак, 09.03.1961, Крагујевац, Књажевско-српски театар
- Ожалошћена породица, 16.09.1961, Крагујевац, Књажевско-српски театар
- Професор Мамлок, 23.09.1961, Крагујевац, Књажевско-српски театар
- На крају пута, 20.10.1961, Крагујевац, Књажевско-српски театар
- Ивкова слава, 02.11.1961, Крагујевац, Књажевско-српски театар
- Кад је жена нема, 06.01.1962, Крагујевац, Књажевско-српски театар
- Ехо 60, 15.02.1962, Крагујевац, Књажевско-српски театар
- Клопка за беспомоћног човека, 24.02.1962, Крагујевац, Књажевско-српски театар
- Туђе дете, 14.04.1962, Крагујевац, Књажевско-српски театар
- Хотел за лудаке, 22.09.1962, Крагујевац, Књажевско-српски театар
- Матуранти, 29.09.1962, Крагујевац, Књажевско-српски театар
- Нушићеви мали комади, 17.11.1962, Крагујевац, Књажевско-српски театар
- Знате ли млечни пут, 23.11.1962, Крагујевац, Књажевско-српски театар
- Украдени принц и изгубљена принцеза, 06.01.1963, Крагујевац, Књажевско-српски театар
- Свети пламен, 17.01.1963, Крагујевац, Књажевско-српски театар
- Сид, 10.03.1963, Крагујевац, Књажевско-српски театар
- Службени пут, 30.03.1963, Крагујевац, Књажевско-српски театар
- Ђаволов ученик, 29.09.1963, Крагујевац, Књажевско-српски театар
- Госпођа министарка, 05.10.1963, Крагујевац, Књажевско-српски театар
- Бановић Страхиња, 26.10.1963, Крагујевац, Књажевско-српски театар
- Осам жена, 11.01.1964, Крагујевац, Књажевско-српски театар
- Све је добро што се добро сврши, 23.02.1964, Крагујевац, Књажевско-српски театар
- Женидба, 19.04.1964, Крагујевац, Књажевско-српски театар
- Смрт Уроша В, 03.10.1964, Крагујевац, Књажевско-српски театар
- Протекција, 08.10.1964, Крагујевац, Књажевско-српски театар
- Луси Краун, 14.11.1964, Крагујевац, Књажевско-српски театар
- Богојављенска ноћ, 08.01.1965, Београд, Савремено позориште
- Осма офанзива, 12.01.1965, Крагујевац, Књажевско-српски театар
- Двоструко лице, 30.01.1965, Крагујевац, Књажевско-српски театар
- Крешталица, 02.10.1965, Крагујевац, Књажевско-српски театар
- Деца сунца, 12.10.1965, Крагујевац, Књажевско-српски театар
- Оливера, 21.12.1965, Крагујевац, Књажевско-српски театар
- Зелени се ливада, 15.01.1966, Крагујевац, Књажевско-српски театар
- Венчаница, 05.03.1966, Крагујевац, Књажевско-српски театар
- Талац, 29.03.1966, Крагујевац, Књажевско-српски театар
- Цар Едип, 09.10.1966, Крагујевац, Књажевско-српски театар
- Несахрањени мртваци, 19.10.1966, Крагујевац, Књажевско-српски театар
- Кир Јања, 30.10.1966, Крагујевац, Књажевско-српски театар
- Мица и Микица, 25.12.1966, Крагујевац, Књажевско-српски театар
- Мистер Долар, 28.01.1967, Крагујевац, Књажевско-српски театар
- Кир Јања, 23.04.1967, Лесковац, Народно позориште
- Одумирање међеда, 08.10.1967, Крагујевац, Књажевско-српски театар
- Малограђани, 21.10.1967, Сомбор, Народно позориште у Сомбору
- Брлог, 24.10.1967, Крагујевац, Књажевско-српски театар
- Барионово венчање, 25.11.1967, Крагујевац, Књажевско-српски театар
- Ходл де Бодл, 02.01.1968, Крагујевац, Књажевско-српски театар
- Господа Глембајеви, 16.01.1968, Крагујевац, Књажевско-српски театар
- Ко ће да спасе орача, 24.02.1968, Крагујевац, Књажевско-српски театар
- Покојник, 09.03.1968, Крагујевац, Књажевско-српски театар
- Развојни пут Боре Шнајдера, 29.09.1968, Крагујевац, Књажевско-српски театар
- Ујеж, 08.10.1968, Крагујевац, Књажевско-српски театар
- Зла жена, 19.10.1968, Нови Сад, Српско народно позориште
- Којоти, 19.10.1968, Крагујевац, Књажевско-српски театар
- Усрећитељ, 07.12.1968, Крагујевац, Књажевско-српски театар
- Женидба и удадба, 27.04.1969, Вршац, Народно позориште 'Стерија'
- Како могу да те чујем кад вода тече, 08.10.1969, Крагујевац, Књажевско-српски театар
- Процес, 19.10.1969, Крагујевац, Књажевско-српски театар
- Тринаест девојака Љубе Чекмеџића, 29.10.1969, Сомбор, Народно позориште
- На рубу памети, 27.11.1969, Сомбор, Народно позориште
- Малограђани, 27.02.1970, Крагујевац, Књажевско-српски театар
- Стјуардесе, 26.04.1970, Ужице, Народно позориште у Ужицу
- Било их је седам, 28.05.1970, Ужице, Народно позориште
- Кавијар и сочиво, 19.06.1970, Крагујевац, Књажевско-српски театар
- Магбет, 19.10.1970, Крагујевац, Књажевско-српски театар
- Дуго путовање у ноћ, 24.10.1970, Крагујевац, Књажевско-српски театар
- Мрачна комедија, 16.01.1971, Крагујевац, Књажевско-српски театар
- Радо иде Србин у војнике, 09.03.1971, Крагујевац, Књажевско-српски театар
- Књажев секретар, 25.03.1971, Крагујевац, Књажевско-српски театар
- Пут око света, 17.04.1971, Ужице, Народно позориште
- Банатске слике и прилике, 18.09.1971, Крагујевац, Књажевско-српски театар
- Тајна, 25.09.1971, Крагујевац, Књажевско-српски театар
- Бепче, 30.09.1971, Ужице, Народно позориште
- Прозивка за вечност, 19.10.1971, Крагујевац, Књажевско-српски театар
- Кафана у луци, 23.10.1971, Ужице, Народно позориште
- Посета старе даме, 13.11.1971, Крагујевац, Књажевско-српски театар
- Легенда о Бошку Бухи, 23.12.1971, Крагујевац, Књажевско-српски театар
- Девојка са насловне стране, 05.02.1972, Ужице, Народно позориште
- Сребрно уже, 12.02.1972, Ужице, Народно позориште
- Народни посланик, 14.02.1972, Крагујевац, Књажевско-српски театар
- Та ваша прича, 25.03.1972, Крагујевац, Књажевско-српски театар
- На дну, 30.09.1972, Крагујевац, Књажевско-српски театар
- Башта сљезове боје, 11.11.1972, Крагујевац, Књажевско-српски театар
- Пелиново, 23.12.1972, Крагујевац, Књажевско-српски театар
- Пуч, 24.02.1973, Крагујевац, Књажевско-српски театар
- Женски разговори, 08.03.1973, Крагујевац, Књажевско-српски театар
- Дневник једног лудака, 26.04.1973, Крагујевац, Књажевско-српски театар
- Ревизор, 03.10.1973, Крагујевац, Књажевско-српски театар
- Песма, 20.11.1973, Крагујевац, Књажевско-српски театар
- Браните љубав, 22.12.1973, Крагујевац, Књажевско-српски театар
- Родољупци, 24.01.1974, Крагујевац, Књажевско-српски театар
- Напола на дрвету, 16.03.1974, Крагујевац, Књажевско-српски театар
- Отац, 06.04.1974, Крагујевац, Књажевско-српски театар
- Породица Тот, 28.09.1974, Крагујевац, Књажевско-српски театар
- На рубу памети, 02.11.1974, Крагујевац, Књажевско-српски театар
- Оковани Прометеј, 19.11.1974, Крагујевац, Књажевско-српски театар
- Театар Јоакима Вујића, 23.12.1974, Крагујевац, Књажевско-српски театар
- Некад (Мува, Аналфабета) и Увек (Кијавица, Дугме, Миш), 18.02.1975, Шабац, Шабачко позориште
- Светозар, 25.02.1975, Крагујевац, Књажевско-српски театар
- Три сестре, 19.04.1975, Крагујевац, Књажевско-српски театар
- Ожалошћена породица, 04.10.1975, Крагујевац, Књажевско-српски театар
- Женидба и удадба, 18.11.1975, Шабац, Шабачко позориште
- Вир, 27.11.1975, Крагујевац, Књажевско-српски театар
- Камени курир, 31.01.1976, Крагујевац, Књажевско-српски театар
- Будућност је почела, 15.02.1976, Крагујевац, Књажевско-српски театар
- Тамни вилајет, 10.04.1976, Крагујевац, Књажевско-српски театар
- Црнила, 18.09.1976, Крагујевац, Књажевско-српски театар
- Столица која се љуља, 26.09.1976, Крагујевац, Књажевско-српски театар
- Делије на Бихаћу, 09.11.1976, Шабац, Шабачко позориште
- Бдења, 07.12.1976, Крагујевац, Књажевско-српски театар
- Наши синови, 12.02.1977, Крагујевац, Књажевско-српски театар
- Човек, животиња и врлина, 16.04.1977, Крагујевац, Књажевско-српски театар
- Речи на делу, 22.05.1977, Крагујевац, Књажевско-српски театар
- Чудо у Шаргану, 29.09.1977, Крагујевац, Књажевско-српски театар
- Јазавац пред судом, 19.11.1977, Крагујевац, Књажевско-српски театар
- Не признајем овај суд, 15.12.1977, Крагујевац, Књажевско-српски театар
- Леда, 28.12.1977, Крагујевац, Књажевско-српски театар
- Јегор Буличов, 24.02.1978, Крагујевац, Књажевско-српски театар
- Коштана, 08.03.1978, Шабац, Шабачко позориште
- Сумњиво лице, 09.09.1978, Крагујевац, Књажевско-српски театар
- Балада о Радопољу, 19.10.1978, Крагујевац, Књажевско-српски театар
- Госпођа министарка, 23.12.1978, Крагујевац, Књажевско-српски театар
- Трн, 03.03.1979, Крагујевац, Књажевско-српски театар
- Од сламе кућа изгори, 29.03.1979, Крагујевац, Књажевско-српски театар
- Прошлог лета у Чулимску, 11.09.1979, Крагујевац, Књажевско-српски театар
- Ослобођење Скопља, 19.10.1979, Крагујевац, Књажевско-српски театар
- Човек са четири ноге, 17.11.1979, Крагујевац, Књажевско-српски театар
- Краљ Бетајнове, 23.12.1979, Крагујевац, Књажевско-српски театар
- Лажа и Паралажа, 14.02.1980, Крагујевац, Књажевско-српски театар
- Омер и Мерима, 06.03.1980, Крагујевац, Књажевско-српски театар
- Браћа Карамазови, 26.04.1980, Крагујевац, Књажевско-српски театар
- Развојни пут Боре Шнајдера, 24.09.1980, Крагујевац, Књажевско-српски театар
- Догодине у исто време, 05.11.1980, Ужице, Народно позориште
- Преноћиште, 23.12.1980, Крагујевац, Књажевско-српски театар
- Незаборавник, 14.02.1981, Крагујевац, Књажевско-српски театар
- Маратонци трче почасни круг, 18.02.1981, Крагујевац, Књажевско-српски театар
- Велика порота, 19.09.1981, Крагујевац, Књажевско-српски театар
- Химна за сваки дан, 18.10.1981, Крагујевац, Књажевско-српски театар
- Др, 26.12.1981, Крагујевац, Књажевско-српски театар
- Раскршће, 14.02.1982, Крагујевац, Књажевско-српски театар
- Чарлијева тетка, 15.05.1982, Крагујевац, Књажевско-српски театар
- Станоје Главаш, 18.09.1982, Крагујевац, Књажевско-српски театар
- Светислав и Милева, 25.11.1982, Крагујевац, Књажевско-српски театар
- Сабирни центар, 15.01.1983, Крагујевац, Књажевско-српски театар
- Живи леш, 26.03.1983, Крагујевац, Књажевско-српски театар
- Балкански шпијун, 29.05.1983, Крагујевац, Књажевско-српски театар
- Змија, 24.09.1983, Крагујевац, Књажевско-српски театар
- Како се може умрети у сну, 15.10.1983, Крагујевац, Књажевско-српски театар
- Камени курир, 29.10.1983, Крагујевац, Књажевско-српски театар
- Полицајци, 25.02.1984, Крагујевац, Књажевско-српски театар
- Лепотица и звер, 03.03.1984, Шабац, Шабачко позориште
- Несташно паче, 05.05.1984, Крагујевац, Књажевско-српски театар
- Самоубица, 22.09.1984, Крагујевац, Књажевско-српски театар
- Црнила, 27.09.1984, Ужице, Народно позориште у Ужицу
- Мој тата, социјалистички кулак, 05.12.1984, Крагујевац, Књажевско-српски театар
- Фернардо и Јарика, 15.02.1985, Крагујевац, Књажевско-српски театар
- Косанчићев венац, 05.10.1985, Крагујевац, Књажевско-српски театар
- Велика битка, 31.10.1985, Крагујевац, Књажевско-српски театар
- Пут око света, 23.04.1986, Крагујевац, Књажевско-српски театар
- Шовинистичка фарса, 29.05.1986, Крагујевац, Књажевско-српски театар
- Путујуће позориште Шопаловић, 23.12.1986, Крагујевац, Књажевско-српски театар
- Сан летње ноћи, 28.02.1987, Крагујевац, Књажевско-српски театар
- Луд од љубави, 29.06.1987, Крагујевац, Књажевско-српски театар
- Драга Јелена Сергејевна, 30.09.1989, Крагујевац, Књажевско-српски театар
- Све је зезање - без зезања, 09.06.1990, Крагујевац, Књажевско-српски театар
- Црна рупа, 27.10.1994, Крагујевац, Књажевско-српски театар
- Цар и пастир, 11.03.1995, Крагујевац, Књажевско-српски театар
- Балкан експрес, 23.12.1996, Крагујевац, Књажевско-српски театар
- Покондирена тиква, 15.02.1997, Крагујевац, Књажевско-српски театар
- Мурлин Мурло, 25.09.1999, Крагујевац, Књажевско-српски театар
- Дангубе, 12.11.1999, Крагујевац, Књажевско-српски театар